# Metalectra albilinea
Metalectra albilinea är en fjärilsart som beskrevs av Richards 1941. Metalectra albilinea ingår i släktet Metalectra och familjen nattflyn. Inga underarter finns listade i Catalogue of Life.